# Montana Traveler
Le Montana Traveler est une race de chevaux de selle, dont le registre a été créé en 1983 dans le Montana, aux États-Unis. Cheval d'allures, il est vraisemblablement rare.

## Dénomination
D'après l'ouvrage orthographique de Giacomo Giammatteo, le nom de cette race de chevaux s'écrit avec une initiale en majuscules, dans la mesure où elle est nommée d'après l'État américain du Montana.

## Histoire
Les origines de la race remontent vraisemblablement au début des années 1930, par un croisement entre des chevaux de la lignée d'Hambletonian, des Saddlebred, des Morgan, des Tennessee Walkers et des Pur-sangs,. Elle tient son nom de son étalon fondateur, nommé « Montana Travler » (sic). Le registre généalogique est créé en 1983 par Tom Eaton, qui a pratiqué la sélection et les croisements.
La crise financière de 2008 a vraisemblablement fait souffrir l'élevage de ces chevaux.

## Description
C'est un cheval de selle doté d'allures supplémentaires, faisant partie de la catégorie des chevaux d'allures.
Il mesure environ 1,60 m. La tête, de profil rectiligne, est rattachée à une longue encolure mince. Le poitrail est profond mais étroit, le garrot bien sorti, les pieds sont solides. Il est réputé courageux, de caractère calme, endurant, sûr en montagne, et parfois doté du sens du bétail.

## Utilisations
Il sert de cheval de selle, en particulier en équitation de travail avec le bétail.

## Diffusion de l'élevage
Ces chevaux sont propres à l'État américain du Montana. Ils sont très rares, avec environ 300 sujets (données publiées en 2014). La race se rencontre toujours aux États-Unis, mais est en déclin du fait d'une absence de promotion. Elle est cependant toujours mentionnée, entre autres dans le roman Harlequin d'Amanda Renee intitulé Wrangling Cupid's Cowboy, et dans celui de Dan Aadland, The Best of All Seasons: Fifty Years As a Montana Hunter.